# Daberklamm
Die Daberklamm (auch Dabaklamm) ist eine Felsklamm in den Hohen Tauern in Osttirol. Sie ist Teil des Nationalparks Hohe Tauern.
Die Klamm liegt im Gemeindegebiet von Kals am Großglockner und trennt die Granatspitzgruppe im Westen von der Glocknergruppe im Osten. Sie schließt in rund 1600 m ü. A. südlich an das Dorfer Tal an und bildet den Übergang zum flussabwärts gelegenen Kalser Tal. Auf etwa einem Kilometer Fließstrecke überwindet der Dorfer Bach 110 Höhenmeter.
Morphologisch handelt es sich bei der Daberklamm um eine kurze Schluchtstrecke, die vom Dorfer Bach durch rückschreitende Erosion gebildet wurde. Die glatt geschliffenen Klammwände bestehen aus dunklen Kalkglimmerschiefern und Phylliten. Dazwischen sind Grünschiefer der oberen Schieferhülle eingelagert. Taleinwärts treten kalkarme, saure Gesteine der unteren Schieferhülle auf.
Durch die Klamm führt die einzige Zufahrt ins Dorfer Tal. Der in den Jahren 1913 bis 1915 errichtete Fahrweg ist heute jedoch für den privaten Kfz-Verkehr gesperrt. 1950 erfolgte eine Verbreiterung sowie der Bau eines Tunnels. Vor der Errichtung der Straße mussten Viehtrieb und andere almwirtschaftliche Tätigkeiten, die ins Dorfer Tal führten, über die hoch über der Klamm gelegene Moaralm erfolgen. In Verbindung mit dem Dorfer Tal stellt die Daberklamm heute ein beliebtes Ausflugsziel dar. Im mittleren Schluchtabschnitt wurde im Rahmen des Nationalparks eine Aussichtskanzel errichtet.

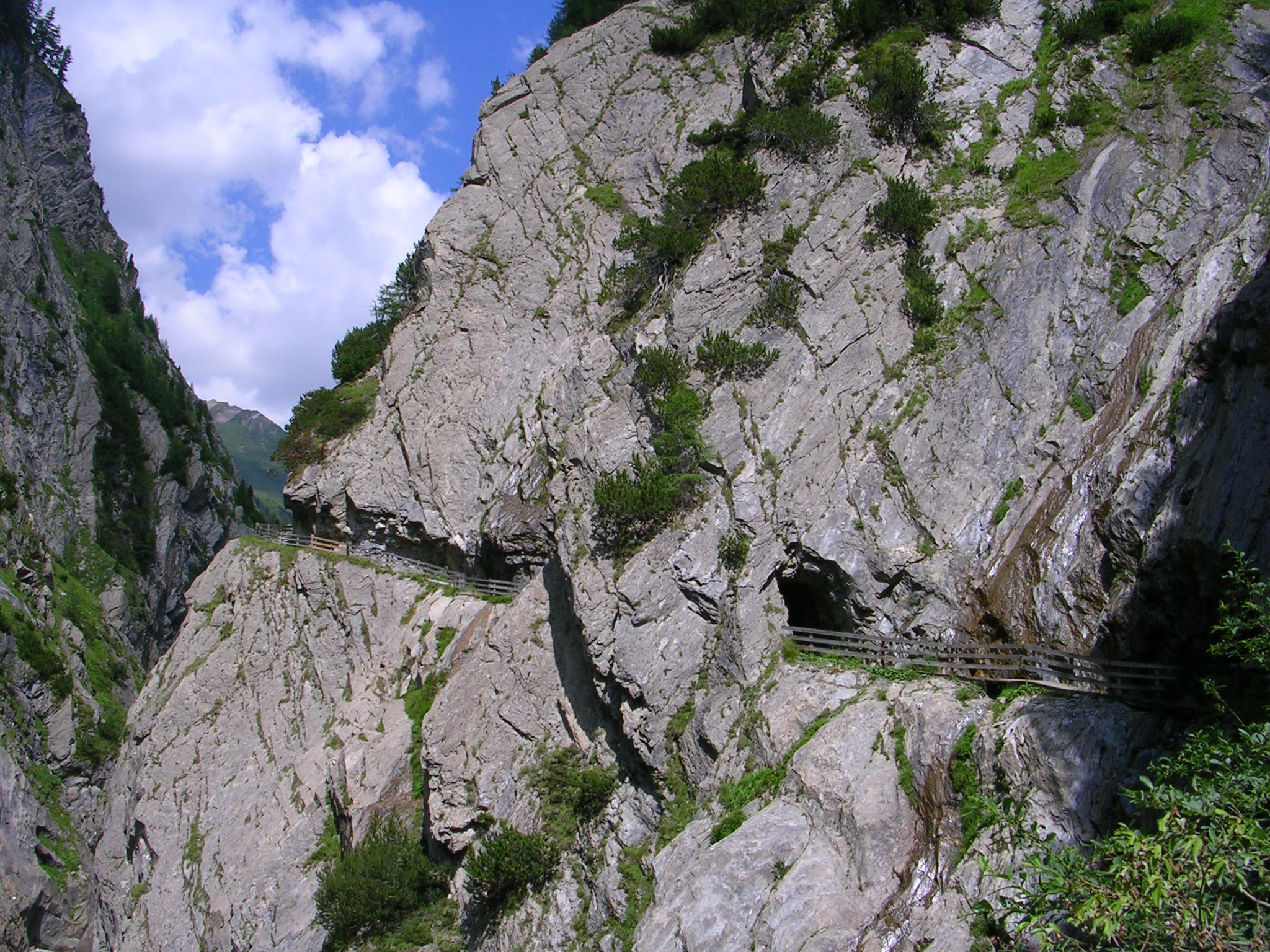
Galerie in der Klamm
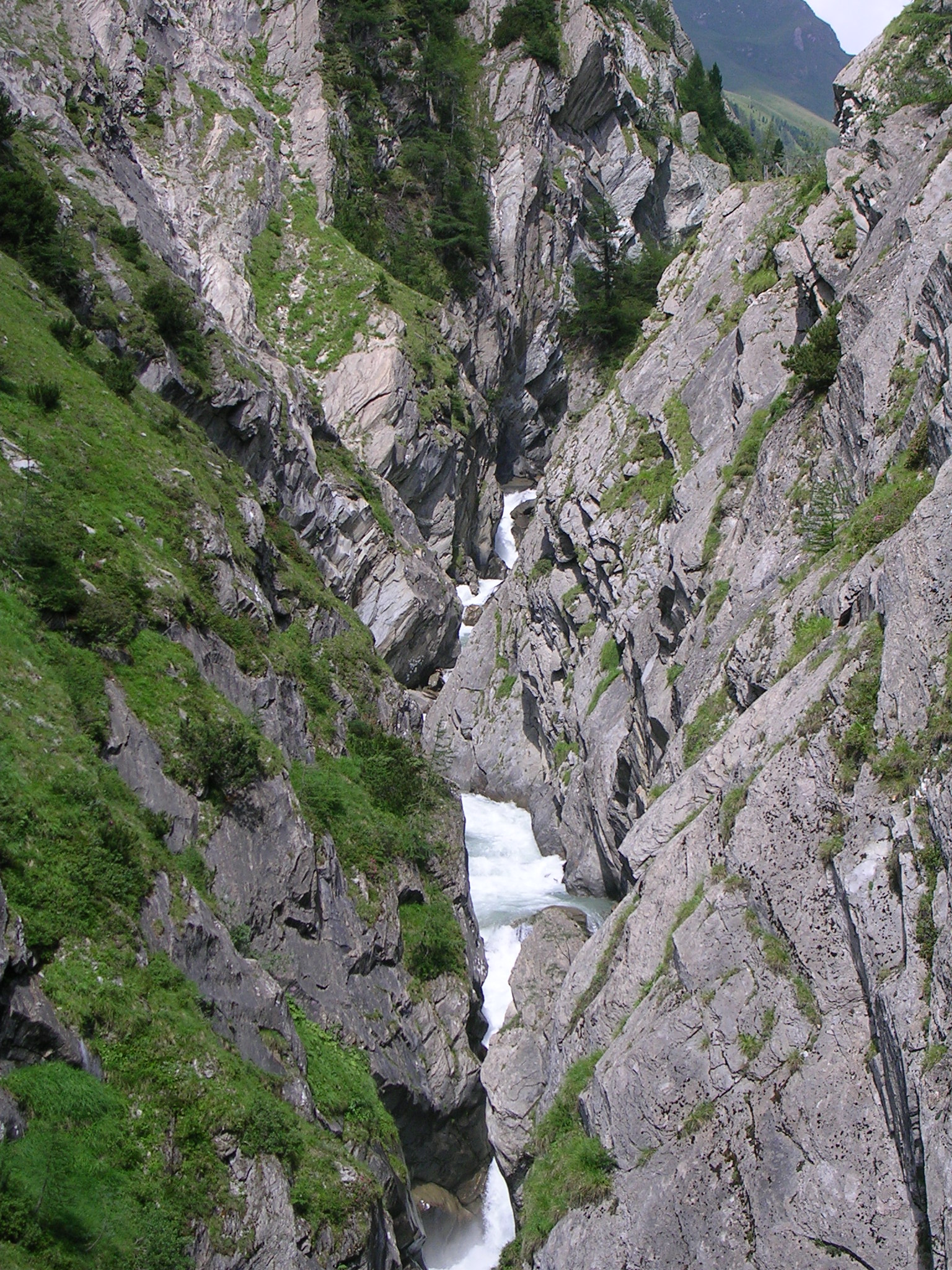
Schluchtimpression